# Caligari Filmbühne

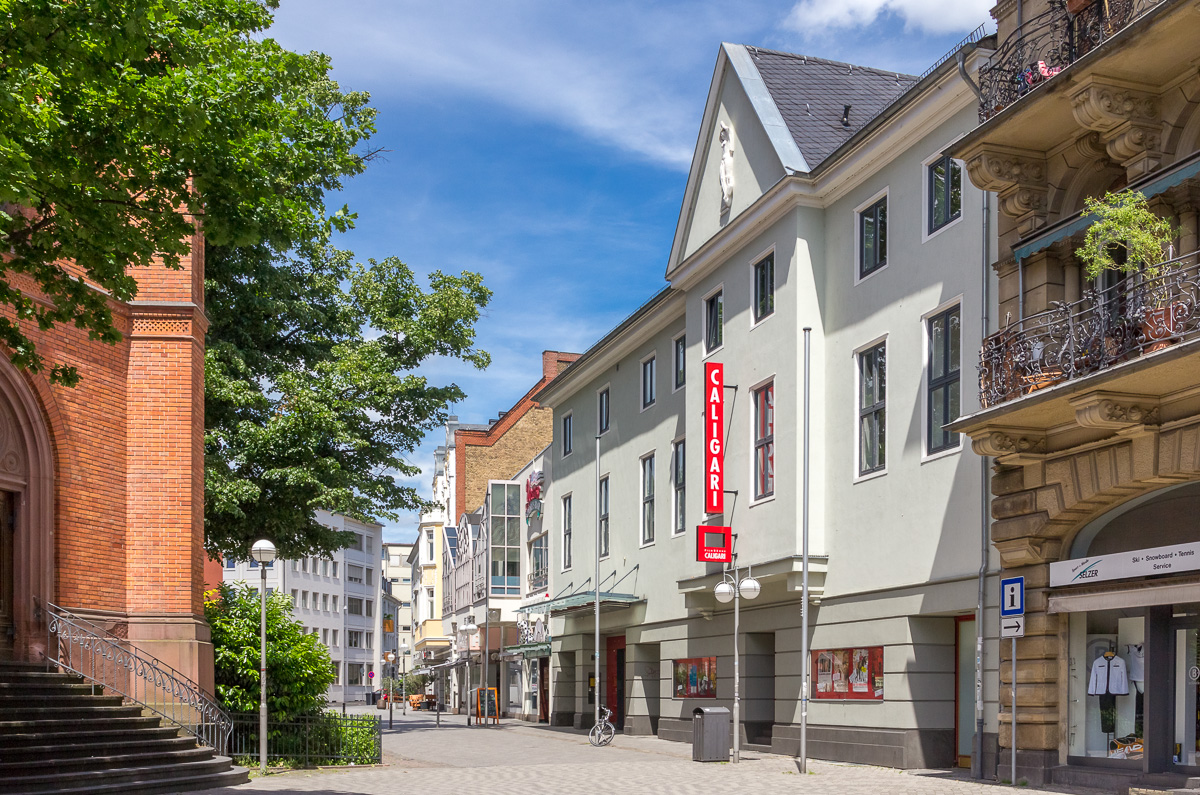
Eingang zur Caligari Filmbühne hinter der Marktkirche Wiesbaden

Die Caligari Filmbühne (Eigenschreibweise Caligari FilmBühne) ist ein kommunales Kino in Wiesbaden. Es befindet sich am Marktplatz zwischen der Marktkirche und der Wilhelmstraße.
Das Kino ist Austragungsort verschiedener Filmfestivals, des deutschen Fernsehkrimipreises und diverser anderer kultureller Veranstaltungen. Der Name bezieht sich auf den expressionistischen Stummfilm Das Cabinet des Dr. Caligari.

## Geschichte
Im Jahr 1926 wurde das Kino als Stummfilmkino Ufa im Park gegründet. Der erste gezeigte Film war Faust – eine deutsche Volkssage von Friedrich Wilhelm Murnau. Nach 1945 wurde das Kino von der US-amerikanischen Besatzung genutzt.
1955 wurde das Kino renoviert und umgestaltet. Dem neogotischen Stil wurden moderne Elemente hinzugefügt. Ab 1980 zeigte das Deutsche Filminstitut einmal wöchentlich unter anderem eigenes Filmmaterial und das Kino erhielt den Namen Archivkino Caligari.
Eine zweite Renovierung fand 1999 statt. Nach deren Abschluss im Januar 2000 wurde das kommunale Programm mit täglichen Vorführungen gestartet und das Kino in Caligari Filmbühne umbenannt. Das Gebäude ist inzwischen denkmalgeschützt. Der Wiesbadener Oscarpreisträger Volker Schlöndorff bezeichnete das Kino als „Juwel unter den Lichtspielhäusern“.

## Programm
Die Caligari Filmbühne zeigt etwa 18 bis 20 Vorführungen die Woche, darunter vier bis fünf des Deutschen Filminstituts. Das wöchentliche Programm beinhaltet Stummfilme mit Live-Musik, Avantgardefilme, Porträts und Themen-Reihen.
Seit 2001 findet jährlich das schwul-lesbische Filmfest Homonale im Caligari-Kino statt.
Im Frühjahr findet dort das goEast-Filmfestival statt, im November das exground-Filmfest.
Das jährliche Fernsehkrimi-Filmfest im Caligari-Kino schließt mit der Verleihung des deutschen Fernsehkrimipreises.

## Auszeichnungen
Die Caligari Filmbühne gewann von 1998 bis 2010 jährlich den hessischen Filmkunstpreis der Kategorie Kommunale Kinos.
In den Jahren 2001, 2005, 2007, 2009 bis 2011 verlieh der Bundesverband kommunale Filmarbeit dem Caligari-Kino den Kinemathekenpreis.
Der Magistrat der Stadt Wiesbaden erhielt 2001 den Hessischen Denkmalschutzpreis für die „vorbildliche Restaurierung der Filmbühne Caligari“.